# 14832 Alechinsky
14832 Alechinsky eller 1987 QC3 är en asteroid i huvudbältet som upptäcktes den 27 augusti 1987 av den belgiske astronomen Eric W. Elst vid La Silla-observatoriet. Den är uppkallad efter den belgiske målaren Pierre Alechinsky.
Asteroiden har en diameter på ungefär 4 kilometer.